# Kelly Rohrbachová
Kelly Rohrbachová (nepřechýleně Rohrbach, * 21. ledna 1990) je americká herečka a modelka, která se proslavila rolí C. J. Parker ve filmu Pobřežní hlídka.

## Život

### Mládí a studium
Narodila se v New York City a vyrůstala ve městě Greenwich ve státě Connecticut. Je dcerou Anny, rozené Whollyové, a finančníka Claye Rohrbacha. Navštěvovala Greenwich Academy. Hrála golf za Greenwich a získala atletické stipendium na Georgetown University, kde mohla hrát golf za Georgetown Hoyas. V roce 2012 absolvovala v Georgetownu divadelní fakultu a zapsala se na London Academy of Music and Dramatic Art, kde se věnovala herectví.

### Kariéra
Rohrbachová obsadila menší role v televizních seriálech Dva a půl chlapa, The New Normal, Rizzoli & Isles, Broad City a Rush.
Poté, co pracovala dva roky v Hollywoodu, začala Rohrbach s modelingem. Objevila se v prázdninové marketingové kampani společnosti Gap Inc. z roku 2014 a v denimu Old Navy v roce 2015. Též se objevila roku 2015 ve Sports Illustrated Swimsuit Issue, a byla jmenována jeho "Nováčkem roku". Hrála C. J. Parkerovou v celovečerním filmu Pobřežní hlídka z roku 2017, který je založen na stejnojmenném televizním seriálu z let 1989–2001.

## Filmografie

### Film
| Role | Název                   | Role      | Poznámky |
| ---- | ----------------------- | --------- | -------- |
| 2014 | Love Is Relative        | Emily     |          |
| 2015 | Wilt                    | Beatrice  |          |
| 2016 | Café society            | Woman     |          |
| 2017 | Pobřežní hlídka         | CJ Parker |          |
| 2019 | Deštivý den v New Yorku | Terry     |          |